# Phlogiellus subinermis
Phlogiellus subinermis är en spindelart som först beskrevs av Louis Giltay 1934.  Phlogiellus subinermis ingår i släktet Phlogiellus och familjen fågelspindlar. Inga underarter finns listade i Catalogue of Life.